# Mhamed Arezki
Pour les articles homonymes, voir Arezki.
Mhamed Arezki, né en 1984, est un acteur français.

## Filmographie

### Cinéma

#### Longs métrages
- 2003 : Lovely Rita, sainte patronne des cas désespérés de Stéphane Clavier : garçon cité 1
- 2003 : L'Adoption de Alain-Paul Mallard : ?
- 2004 : Zim and Co. de Pierre Jolivet : Cheb
- 2006 : Du jour au lendemain de Philippe Le Guay : Jimmy, le livreur de pizzas
- 2009 : Adieu Gary de Nassim Amaouche : Icham
- 2010 : The Tourist de Florian Henckel-Donnersmarck : le coursier qui donne la lettre à Elise Ward
- 2013 : Mohamed Dubois d'Ernesto Ona : Hassen
- 2013 : Cheba Louisa de Françoise Charpiat : Ahmed
- 2014 : De guerre lasse d'Olivier Panchot : Rachid
- 2016 : L'Outsider de Christophe Barratier : Nouredine
- 2023 : La Passion de Dodin Bouffant de Trần Anh Hùng : le prince
- 2025 :  Partir un jour : un ami

#### Courts métrages
- 2003 : Poulet cocotte (court métrage) de Vincent Solignac et Martial Vallanchon : Tarek
- 2007 : Vendredi 31 (court métrage) de Jérôme Debusschère : le dépanneur

### Télévision

#### Téléfilms
- 2003 : La Ronde des Flandres d'André Chandelle : Karim
- 2011 : Frères de Virginie Sauveur : Radouane
- 2014 : Chien de guerre de Fabrice Cazeneuve : Malik
- 2016 : Les Brumes du souvenir de Sylvie Ayme : Gendarme Guillaume Barot
- 2019 : Les Murs du souvenir de Sylvie Ayme : le gendarme Guillaume Barot
- 2020 : Les Ondes du souvenir de Sylvie Ayme : Guillaume Barot
- 2021 : Les Sandales blanches de Christian Faure : Mohamed
- 2023 : Flash(s) de Christophe Douchand : le lieutenant Daoud
- 2024 : 12 ans, 7 mois, 11 jours d'Alexandre Coffre : Medhi Zerouali
- 2025 : Double Vue de Christophe Douchand : le lieutenant Daoud

#### Séries télévisées
- 2003 : Commissaire Moulin de Paul Andréota et Claude Boissol : Mouss (saison 7, épisode 3)
- 2004 : Fabien Cosma de Frédérique Fall et Alain Etévé : Aziz (saison 3, épisode 1)
- 2004 : Une fille d'enfer de Jean-François Henry : Momo (épisodes 1, 2, 13, 14, 17 et 23)
- 2006-2010 :  Les Bleus, premiers pas dans la police d'Alain Robillard, Alain Tasma et Stéphane Giusti : Lyes Beloumi (récurrent saisons 1, 2, 4)
- 2007 :  Nos enfants chéris de Benoît Cohen : Chidra (saison 1, épisodes 1 à 3)
- 2011 : Les Beaux Mecs de Virginie Brac : Tony jeune (épisodes 1 à 4)
- 2011 : Vive la colo ! de Didier Le Pêcheur : Edgar (saison 1, épisodes 1 et 6)
- 2013-2015 : Candice Renoir de Christophe Douchand et Nicolas Picard-Dreyfuss : Jean-Baptiste Medjaoui (saisons 1 à 3)
- 2015 : Virage Nord de Virginie Sauveur, Raphaëlle Roudaut et Clara Bourreau : Icham (mini-série)
- 2017 : Le Rêve français de Christian Faure : Khalid (mini-série)
- 2019 : Infidèle de Didier Le Pêcheur : maître Kaddour (mini-série)
- 2019 : Les Ombres rouges de Christophe Douchand : Antoine
- 2019 : Criminal: France de Frédéric Mermoud : Omar Matif (mini-série)
- 2021 : Mon ange d'Arnauld Mercadier : Mehdi Bastien (mini-série)
- 2022 : Addict de Didier Le Pêcheur : Brahim (mini-série)
- 2022 : Demain nous appartient : Malik Saeed / Ben Allal
- 2023 : La Tribu de Nadine Loisal et Patrick Cassir : Sofiane Ghazi
- 2025 : Factice de Julie Rohart : Sofiane
- 2025 : Nouveau jour : Tarek

## Doublage

### Cinéma

#### Films
- 2022 : Black Adam : Ishmael Gregor / Sabbac / roi Ahk-Ton (Marwan Kenzari)
- 2023 : Gangsters par alliance : ? (?)
- 2023 : Le Dernier Voyage du Demeter : Larsen (Martin Furulund)
- 2023 : Gran Turismo : ? (?)
- 2023 : Reptile : ? (?)
- 2023 : Au plaisir de se faire trahir : ? (?)
- 2023 : Bihter : A Forbidden Passion (tr) : Nihat (Mertcan Tekin)
- 2023 : Nowhere : le leader des trafiquants (Saïd El Mouden)
- 2023 : Monk, le retour : ? (?)
- 2024 : Argylle : Leonard (David Bedella (en))
- 2024 : La Demoiselle et le Dragon : ? (?)
- 2024 : Le Beau Jeu (en) : Aldar (Robin Nazari)
- 2024 : Kraven the Hunter : ? (?)
- 2025 : Dragons : un viking (Ben Essex)
- 2025 : Life of Chuck : Bri (Rahul Kohli)

#### Films d'animation
- 2022 : Buzz l'Éclair : voix additionnelles
- 2022 : Entergalactic : voix additionnelles
- 2023 : Justice League: Warworld : voix additionnelles

### Télévision

#### Séries télévisées
- 2022 : The Watcher : ? (?)
- 2022 : Bad Sisters : ? (?)
- 2022 : The Devil's Hour (en) : ? (?)
- 2022 : The Golden Hour (nl) : Reza Ragara (Siawaash Cyrroes) (épisodes 4 et 5)
- 2022 : La Disparue de Lørenskog : Daniel (Mohamed Chakiri) (mini-série)
- 2023 : El silencio : ? (?) (mini-série)
- 2023 : Abysses : Rahim Amir (Eidin Jalali) (mini-série)
- 2023 : Mort ou vif Joaquín Murrieta : ? (?)
- 2023 : Pacto de silencio : ? (?)
- 2023 : Dom : ? (?) (saison 2)
- 2023 : The Village (en) : ? (?)
- 2023 : Berlin : ? (?)
- 2024 : Dans cette vie ou une autre (es) : Rafa Zouheir (Amin Hamada) (mini-série)
- 2024 : L'Affaire Asunta : ? (?) (mini-série)
- 2024 : SupraCell (en) : Masher (Andre Dwayne)
- 2024 : Under the Bridge : Manjit jeune (Bally Gill (en))
- 2025 : Medusa : ? (?)
- 2025 : Stick (en) : ? (?)

#### Séries d'animation
- 2024 : Good Times (en) : voix additionnelles
- 2025 : Le Roi loup (en) : Trent Ferran

## Distinctions

### Récompenses
- 2006 : Meilleur jeune acteur pour Les Bleus, premiers pas dans la police au festival du film de télévision de Luchon[2]
- 2004 : Meilleur Jeune Espoir masculin (Prix du Jury) au Festival Jean Carmet de Moulins